# Guibeville
Guibeville é uma comuna francesa na região administrativa da Ilha de França, no departamento de Essonne. Estende-se por uma área de 2.61 km². Em 2010 a comuna tinha 710 habitantes (densidade: 272 hab./km²).